# Centre for Research on Globalization
O Centre for Research on Globalization, CRG (em francês, Centre de recherche sur la mondialisation), é um think tank baseado em Montreal, Canadá, fundado pelo economista canadense Michel Chossudovsky, professor emérito da Faculdade de Ciências Sociais da Universidade de  Ottawa.  
Opera os sites GlobalResearch.ca (em inglês, italiano, alemão, português, sérvio e árabe), Mondialisation.ca (em francês), Globalizacion.ca (em castelhano) e Asia-Pacific Research.com (em inglês), promovendo um ponto de vista crítico em relação a uma grande variedade de temas, como a agenda de guerra dos EUA e da OTAN, economia global, crimes contra a humanidade, militarização e armas de destruição em massa, direitos civis, direitos da mulher, pobreza e desigualdade social, religião, "guerra ao terrorismo", mídia e desinformação, petróleo e energia, medicina e ciência, entre outros.
Também atua na publicação de livros, promove conferências públicas e palestras, além de produzir um programa de rádio semanal (The Global Research News Hour). De acordo com o site, mais de 6 000 autores já contribuíram para o globalresearch.ca, que, segundo a Alexa Internet, foi classificado entre os 15 000 principais sites do mundo, em 4 de setembro de 2013. O site Globalresearch.ca adverte que publica artigos enviados a título de colaboração, os quais são submetidos a "revisão editorial"; todavia o administrador do site avisa que "as opiniões expressas nos artigos da Global Research são da exclusiva responsabilidade do(s) autor(es) e não refletem necessariamente as da organização" , Global Research  é uma organização sem fins lucrativos registrada na província canadense de Quebec. Aceita doações e oferece vários tipos de  associações  pagas como forma de doação para apoiar seu trabalho.

## Referencias
1. ↑  About Centre for Research on Globalization / Centre de recherche sur la mondialisation
2. ↑  Alexa Internet, globalresearch.ca[ligação inativa]. Ranking given as 14,388 globally and 5,576 in the US.
3. ↑  globalresearch.ca, About
4. ↑  globalresearch.ca, Become a Member of Global Research[ligação inativa]